# Ангальт-Ашерслебенське князівство
51°42′24″ пн. ш. 11°27′22″ сх. д. / 51.7066° пн. ш. 11.456° сх. д.
Ангальт-Ашерслебенське князівство (нім. Fürstentum Anhalt-Aschersleben) — німецьке середньовічне князівство, що існувало у 1252—1315 роках під правлінням роду Асканіїв. Утворилося внаслідок поділу Ангальтського князівства на три князівства: Ангальт-Ашерслебенське, Ангальт-Бернбурзьке та Ангальт-Цербстське.

## Історія
Ангальтське графство було утворене шляхом спадкування Генріхом I (старшим сином саксонського герцога Бернхарда III) частини батьківських володінь у 1212 році.
У 1213 році він здобув князівське звання. В 1252 році Генріх помер, залишивши по собі п'ятьох синів, двоє з яких обрали духовну кар'єру, а троє інших — розділили Ангальтське князівство на три частини.
Ангальт-Ашерслебенське князівство було утворене старшим сином Генриха I — Генріхом ІІ Товстим (1215—1266) під час розподілу батьківських земель зі старих родових володінь Асканіїв на Північ від Гарцу — Ашерслебен, Геклінген, Еркслебен та Вербциг.
Після смерті Оттона ІІ (онука Генріха ІІ Товстого) у 1315 році, який лишив по собі лише двох дочок — Катерину (пом. до 1369) та Єлизавету, Ашерслебен та інші родові володіння були захоплені, Альбрехтом I фон Ангальт-Бернбург єпископом Хальберштадту, що був онуком Генріха I.

## Князі Ангальт-Ашерслебенські
- Генріх ІІ Товстий 1252—1266
- Оттон І 1266—1304/1305 (до 1283 спільно з братом Генріхом ІІІ), син попереднього
- Оттон ІІ 1304/1305—1315, син попереднього